# Seznam vrcholů v Bukovských vrších

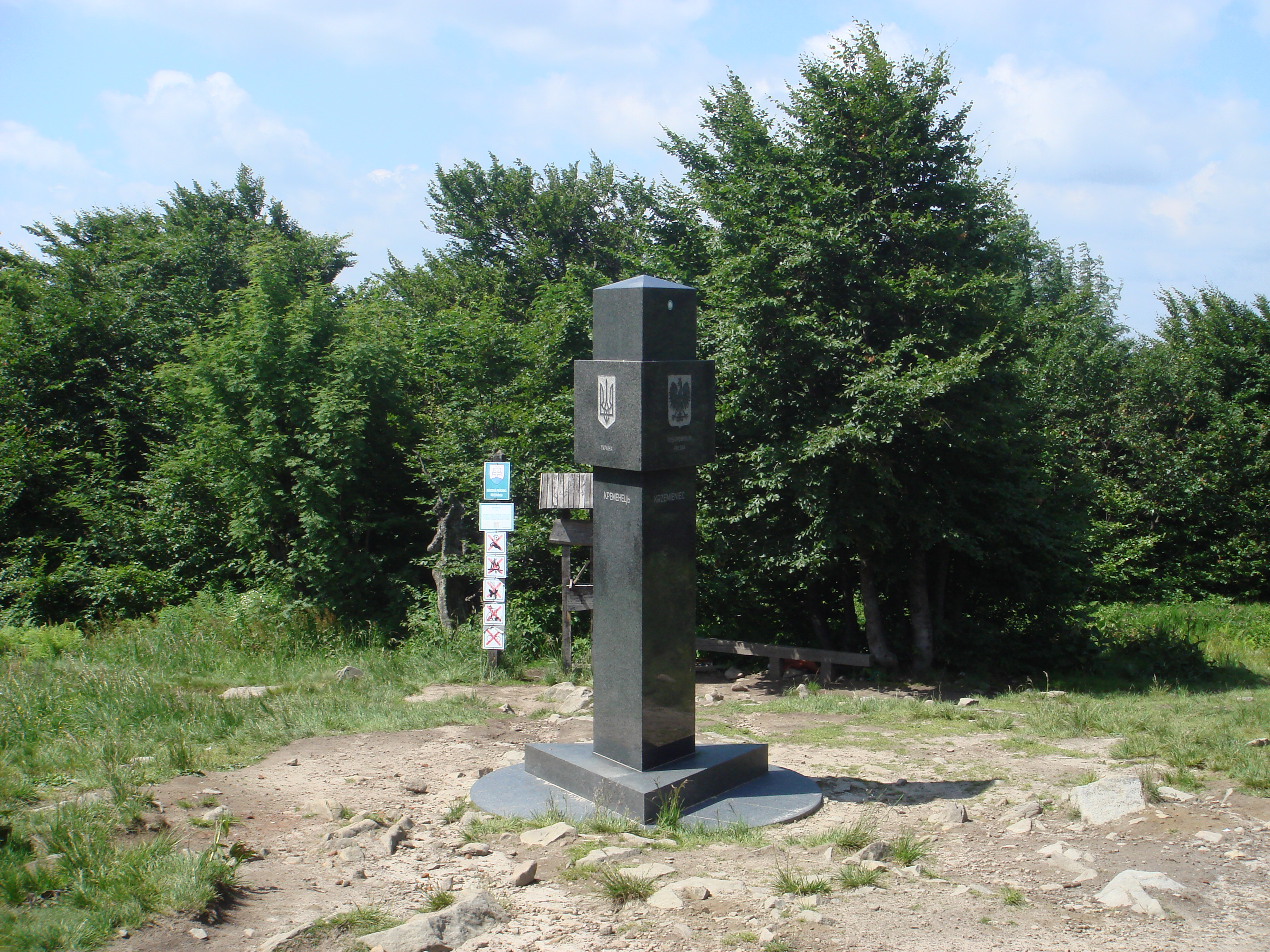
Kremenec (1221 m)

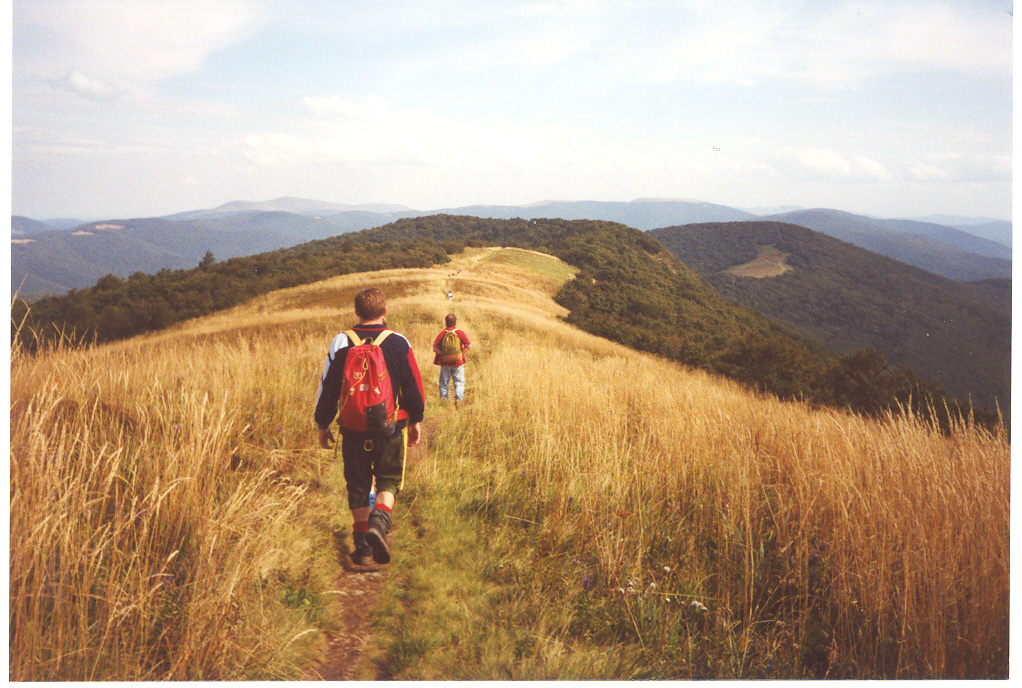
Ďurkovec (1188 m)

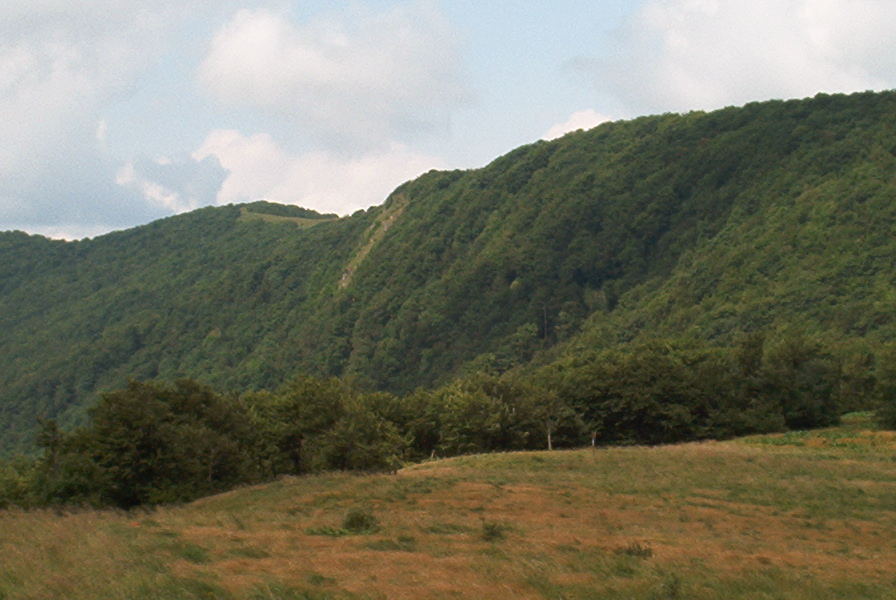
Jarabá skala (1167 m)

Seznam vrcholů v Bukovských vrších zahrnuje pojmenované vrcholy s nadmořskou výškou nad 1000 m. K sestavení seznamu bylo použito map dostupných na stránkách hiking.sk. Jako hranice pohoří byla uvažována hranice stejnojmenného geomorfologického celku. Seznam zatím postihuje pouze slovenskou část pohoří.

## Seznam vrcholů
| #   | Vrchol          | Výška (m) | Souřadnice                       | Přístup                                              |
| --- | --------------- | --------- | -------------------------------- | ---------------------------------------------------- |
| 1.  | Kremenec        | 1221      | 49°05′19″ s. š., 22°34′04″ v. d. | červená turistická značka · modrá turistická značka  |
| 2.  | Kamenná lúka    | 1201      | 49°05′28″ s. š., 22°32′51″ v. d. | červená turistická značka                            |
| 3.  | Jarabá skala    | 1199      | 49°06′11″ s. š., 22°27′12″ v. d. | červená turistická značka                            |
| 4.  | Ďurkovec        | 1188      | 49°05′55″ s. š., 22°25′42″ v. d. | červená turistická značka                            |
| 5.  | Hrúbky          | 1186      | 49°05′36″ s. š., 22°31′50″ v. d. | červená turistická značka                            |
| 6.  | Pľaša           | 1162      | 49°06′47″ s. š., 22°24′07″ v. d. | červená turistická značka                            |
| 7.  | Čelo            | 1158      | 49°06′03″ s. š., 22°28′01″ v. d. | červená turistická značka                            |
| 8.  | Kruhliak        | 1100      | 49°08′49″ s. š., 22°21′58″ v. d. | červená turistická značka                            |
| 9.  | Stinská         | 1093      | 49°00′01″ s. š., 22°31′31″ v. d. | neznačeno                                            |
| 10. | Čierťaž         | 1071      | 49°05′32″ s. š., 22°30′48″ v. d. | červená turistická značka · zelená turistická značka |
| 11. | Kurników Beskid | 1037      | 49°07′48″ s. š., 22°22′53″ v. d. | červená turistická značka                            |
| 12. | Strop           | 1011      | 49°08′35″ s. š., 22°16′49″ v. d. | červená turistická značka                            |
| 13. | Veľký Bukovec   | 1011      | 49°02′56″ s. š., 22°26′08″ v. d. | neznačeno                                            |
| 14. | Kalnica         | 1004      | 49°04′46″ s. š., 22°33′18″ v. d. | neznačeno                                            |
| 15. | Rypy            | 1002      | 49°08′08″ s. š., 22°19′06″ v. d. | červená turistická značka                            |